# Hogna tigana
Hogna tigana este o specie de păianjeni din genul Hogna, familia Lycosidae. A fost descrisă pentru prima dată de Willis J. Gertsch și Wallace, 1935. Conform Catalogue of Life specia Hogna tigana nu are subspecii cunoscute.